# Graham Greene
Henry Graham Greene (n. 2 octombrie 1904, Berkhamsted, Anglia, Regatul Unit al Marii Britanii și Irlandei – d. 3 aprilie 1991, Vevey, cantonul Vaud, Elveția) a fost un scriitor, dramaturg, scenarist și critic literar englez.
Călătoriile în Mexic, Africa și Asia au determinat alegerea locului acțiunii diferitelor sale opere.
Scrierile sale, de puternică tensiune și structurate după tehnica romanului polițist, explorează probleme politice și morale ale lumii moderne.
Sunt reprezentate naturalist, fără iluzii, conflictele de conștiință ale omului părăsit în voia spaimei și singurătății.

### Romane
- The Man Within (1929)
- The Name of Action (1930)
- Rumour at Nightfall (1932)
- Stamboul Train (1932)
- Un câmp de bătaie (1934)
- England Made Me (1935)
- The Bear Fell Free (1935)
- Ucigașul plătit (1936)
- Brighton Rock (1938)
- Agentul secret (1939)
- Puterea și Gloria (1940)
- Ministerul groazei (1943)
- Esența lucrurilor (1948)
- The Third Man (nuvelă; 1949)
- The End of the Affair (1951)
- The Quiet American (1955)
- Loser Takes All (1955)
- Omul nostru din Havana (1958)
- Un caz de mutilare (1960)
- Comedianții (1966)
- Travels with My Aunt (1969)
- The Honorary Consul (1973)
- The Human Factor (1978)
- Doctor Fischer of Geneva (1980)
- Monsignor Quixote (1982)
- The Tenth Man (1985)
- The Captain and the Enemy (1988)
- No Man's Land (2005)

### Cărți de călătorie
- Journey Without Maps (1936)
- The Lawless Roads (1939)
- In Search of a Character (1961)
- Memorii din Panama (1984)

### Autobiografii
- A Sort of Life (1971)
- Ways of Escape (1980)
- Memorii din Panama (1984)
- A World of My Own: A Dream Diary (1992)

### Teatru
- Camera de zi (1953)
- The Potting Shed (1957)
- The Complaisant Lover (1959)
- Carving a Statue (1964)
- The Return of A. J. Raffles (1975)
- The Great Jowett (1981)
- Yes and No (1983)
- For Whom the Bell Chimes (1983)

### Culegeri de povestiri
- Twenty-One Stories (1954)
- A Sense of Reality (1963)
- May We Borrow Your Husband? (1967)
- The Last Word and Other Stories (1990)

### Povestiri
- "The End of the Party" (1929)
- "Proof Positive" (1930)
- "The Basement Room" (1936)
- "Across the Bridge" (1938)
- "Alas, Poor Maling" (1940)
- "The Blue Film" (1954)
- "The Destructors" (1954)
- "A Shocking Accident"
- "The Invisible Japanese Gentlemen"
- "The Last Word"

## Ecranizări
- Orient Express (1934)
- The Future's in the Air (1937)
- The New Britain (1940)
- 21 Days (1940)
- This Gun for Hire (1942)
- Ministerul groazei (1944)
- Brighton Rock (1947)
- Idolul prăbușit (1948)
- Al treilea om (1949)
- Esența lucrurilor (1953)
- The End of the Affair (1955)
- Loser Takes All (1956)
- Saint Joan (1957)
- Un american liniștit (1958)
- Omul nostru din Havana (1959)
- The Comedians (1967)
- Travels with My Aunt (1972)
- The Honorary Consul  (1983)
- Sfârșitul aventurii (1999)
- Un american liniștit (2002)